# Metacafe
Metacafe (som logotyp metacafe) var ett företag som erbjöd en gratistjänst där privatpersoner kunde ladda upp videoklipp på deras servrar. Metacafe grundades i juli 2002 i Tel Aviv av israelerna Eyal Hertzog och Arik Czerniak och lades ner 2021.
Tjänsten fanns före Youtube men lyckades sen inte konkurrera med den eller andra videodelningssajter. När Youtube etablerat sig som marknadsledande började Metacafe fokusera på kortare videor och under 2007 sade Metacafes VD Erick Hachenburg att tjänsten uppmuntrar viralt innehåll skapat av amatörer, och liknade den sortens egenproducerat innehåll med reality-tv. Tjänsten uppges ha utvecklats på ett sätt som främjar användargenererat innehåll.
I augusti 2021 lades plattformen ner och materialet arkiverades hos Videoshub.com.